# Lista de episódios de Back at the Barnyard

## 1.ª Temporada: 2007 - 2008
Artigo Principal: Back at the Barnyard
1. em ingles duke/em portugues tuco.
2. em ingles peck ou bicada em portugues pedro.
3. se estiver escrito pepita quer dizer pip.
4. se estiver escrito agricultor quer dizer fazendeiro
5. se estiver escrito bessy quer dizer betty

| # | Título                                                                       |
| --- | ---------------------------------------------------------------------------- |
| 1 | "O bonzinho o malvado e o imprestável" " The Good, the Bad, and the Snotty " |
| É o aniversário de Otis e todos estão querendo comemorar com uma grande festa no celeiro. Eles conseguem fazer o Fazendeiro sair da fazenda, mas Eugênio, o Menino Imprestável e que é sobrinho da Dona Nora surge para aterrorizar a vida dos animais, que decidem buscar vingança contra o garoto. |                                                                              |
| 2 | "A Fuga do Celeiro" " Escape From the Barnyard"                              |
| Os animais veem o Fazendeiro com uma suposta churrasqueira e acham que ele vai os devorar. Liderados por Otis, os animais armam uma fuga do celeiro em um balão improsivasado. No final, voltam para o celeiro para salvar os outros animais que ficaram e descobrem que o Fazendeiro não queria come-los. Nota: Esse episódio é inspirado no filme A Fuga das Galinhas. |                                                                              |
| 3 | "Vackman & Rat" " Cowman and Ratboy"                                         |
| Otis e Pip vestem suas fantasias, sacam suas armas especiais e assim se tornam Vacman e Ratin, os defensores do celeiro. O problema é que todos os animais estão irritados com as "atitudes heróica" deles. Frustrados, os dois decidem dar uma volta e acabam salvando os gêmeos da pizza e assim ficando famosos. Quando Vacman é capturado por Dona Nora (que sabe que ele é um animal falante do celeiro), os animais decidem formar a "Liga do Celeiro" e assim salvar o companheiro. |                                                                              |
| 4 | "O Melhor Amigo da Vaca" "Cow's Best Friend "                                |
| Otis salva a vida de Tuco, impedindo que um enorme amplificador caísse sobre ele e Tuco fará qualquer coisa para Otis agora. Tuco fica seguindo Otis, agradecendo-lhe por todos os cantos e faz de tudo para demonstrar o seu apreço e faz coisas loucas. Otis está irritado, tanto que ele tenta fazer com que tuco o salve, mas nada do que ele faz funciona. |                                                                              |
| 5 | "Porco Mestre Cuca" " Chez Pig"                                              |
| Quando as tortas trufadas de porco se tornam um grande sucesso com o agricultor, Otis convence a turma de transformar o celeiro em um restaurante em que as pessoas possam ter a oportunidade de degustar deliciosas tortas de Porco. Mas o que é que porco fará quando um milionário oferece um bilhão de dólares pela receita da torta? |                                                                              |
| 6 | "A Vaca Certa" "The Right Cow"                                               |
| Um chimpanzé chamado Bingo aparece nas terras do celeiro um dia e ele pensa que todos os animais tem uma ótima vida, porque não precisam trabalhar todos os dias, mas quando ele percebe que Otis é o líder do celeiro, ele envia um vírus para Otis e Pip assume o celeiro. |                                                                              |
| 7 | "Salvando a Dona Nora" "Saving Ms. Beady"                                    |
| Otis é enviado para a aula de direção da instituição da débil mental Sra. Nora. Agora, os animais devem resgatá-la imediatamente. |                                                                              |
| 8 | "O Fazendeiro Descola uma Dama" "The Farmer Takes a Woman"                   |
| O Fazendeiro encontra uma mulher durante suas saídas nos sábados à noite, Otis encontra para o Fazendeiro a namorada perfeita. Mas, ela pretende roubar o Fazendeiro. Otis poderá chuta-lá antes que cometa o crime? |                                                                              |
| 9 | "Hipnose a Go - Go" "Hypno a Go-Go"                                          |
| Otis compra um kit de hipnose da Gopher para fazer com façam o seu lance. Então, as coisas vão longe demais quando ele acidentalmente hipnotiza-se para atacar o Fazendeiro quando ele ouvir um sino tocar. A turma agora deve tirar Otis do transe antes que aconteça algo ruim com o Fazendeiro |                                                                              |
| 10 | "Galo e Ordem" "Fowl Play"                                                   |
| Otis e a turma encontram um punhado de penas no jardim da dona nora e desconfiam que Freddy comeu Pedro. E quando Bessy, Abby, e tuco ligam para ele, Otis, Pip e Porco devem descobrir o que aconteceu com Pedro antes que Freddy seja banido do celeiro para um petshop. |                                                                              |
| 11 | "Jogos do Celeiro" "Barnyard Games"                                          |
| Otis e Abby competem nos Jogos do Rancho. Mas Otis fica surpreso ao ver que Abby é realmente um adversário muito competitivo, quando se trata de competições. Então ele tem de encontrar suas fraquezas |                                                                              |
| 12 | "A Guerra das Pegadinhas" "War of the Pranks"                                |
| Para se vingar dos insultos de Bessy, Otis tenta humilhar e envergonhar Bessie, mas cada vez a brincadeira fica mais humilhante. Então Bessie mostra a Otis o que é uma verdadeira brincadeira humilhante! - Nota: O programa de pegadinhas que os animais assistem no início (Prank'd) é uma paródia do Punk'd. |                                                                              |
| 13 | "Luzes, Câmera, Moo!" "Lights, Camera, Moo!"                                 |
| Após Otis acidentalmente destruir a película que estava sendo filmada no celeiro da fazenda, o segurança quem estava filmando, exige que ele deve fazer um novo filme, e ele deve colocar bastante ação e suspense nele. Quando ele sai, porque deve buscar os outros atores para realizar as perigosas acrobacias, Otis e Pip perdem seu filme em um furacão. |                                                                              |
| 14 | "Animais Fazendeiros" "Animal Farmers"                                       |
| A estrela da música sertaneja favorita de Otis está chegando à cidade e Otis está super animado. Mas, quando ele tenta acelerar o processo de colheita para o , ele acidentalmente o machuca. Agora, os animais devem fazer a colheita |                                                                              |
| 15 | "A Vaca Furiosa" "Raging Cow"                                                |
| Um ouriço Otis convence a lutar em campeonatos de vale - tudo, e Otis perde para todos os adversários de propósito. Agora Abby, Pig e Pip deve tentar parar o ouriço e as lutas de Otis . |                                                                              |
| 16 | "a grande fuga dos carneiros" "The Great Sheep Escape"                       |
| Quando tuco tenta proteger as ovelhas, usando métodos loucos , elas escapam e agora Otis e Duke deve ir para a Nova Zelândia para resgatá-las, antes que o Fazendeiro volte de sua viagem . |                                                                              |
| 17 | "o celeiro está no ar" "The Big Barnyard Broadcast"                          |
| Depois de senhora. O TV videoteipes em forma de contas Otis e a marcha de bando e fala, ela chama uma estação de notícias para comprovar que ela não é louca pela prova da fita. Mas os animais não gostam dele um bit. Agora, eles tentam interromper a transmissão não para deixar qualquer pessoa ver o seu comportamento antropomorfo diário (e cumpra os seus sonhos de ficar estrelas de televisão famosas).                                                                         |                                                                              |
| 18 | "otis vai pro brejo" "Dead Cow Walking"                                      |
| Depois que o veterinário dá uma passada, ela menciona que a sua perua, o "Grande Dirigem" (possivelmente uma paródia da Perua de Carneiro de Movimento Súbito) não durará uma semana. Contudo, Otis erradamente pensa que o veterinário se referia a ele e começa a pensar que ele só tem uma semana para viver. Para aliviar ele, Otis tenta fazer tudo que ele sonhou alguma vez de. |                                                                              |
| 19 | "é temporada de otis" "Otis Season"                                          |
| Para sentir-se um pouco mais apreciado, Otis disfarça-se como um alce americano. Mas ele erra, quando o Menino Ranhoso e os seus amigos tentam acossá-lo, e as suas armações de veado são picadas à sua cabeça. |                                                                              |
| 20 | "a noitada das vacas" "Cow's Night Out"                                      |
| Para realizar que maçante o clube de jogo de bingo dos seus amigos é, Otis cava-os e sai durante uma noite na cidade, puxando peças com as Vacas de Tecido Jérsei. Mas o Otis termina de ser detido. |                                                                              |
| 21 | "Com vocês o celeiro" "Bigtop Barnyard"                                      |
| O circo favorito de Otis está vindo à cidade, mas um dano ocorreu na liderança principal. Otis oferece assumir e junto com os seus amigos, mas Abby teme demais para fazer a sua parte. |                                                                              |
| 22 | "nobre suíno" "Pigmalion"                                                    |
| Depois que o bando nota um novo distintivo no traseiro de Porco, o Porco começa a acreditar que ele está relacionado aos Porcos Mimados reais. Depois do Porco de treinamento, ele fica esnobe aos seus companheiros colegas. |                                                                              |
| 23 | "Os Reis do Bu-Bu-Bum" "A Barn Day's Night"                                  |
| As estrelas de estouro ficadas dos animais quando Pip transmite uma das suas sessões, mas a sua pedro de causa de ego fora-de-controle para parar. |                                                                              |
| 24 | "A familia do furão" "Meet the Ferrets"                                      |
| Freddy tenta ocultar o seu não-carnívoro caminhos contra os seus pais, que são convidados a um partido de aniversário na fazenda, e Freddy tenta assegurar-se que eles não comem ninguém, inclusive a Bicada, o guardando um segredo aos seus amigos. |                                                                              |
| 25 | "Era uma vez dois imprestáveis" "A Tale of Two Snottys"                      |
| Quando o Eugenio volta para atormentar os animais, quedas de Otis nele, causando-o ter a amnésia e ficar bonito, portanto o Porco deve entrar no disfarce enquanto os animais encontram um modo de recobrar a velha Pessoa Desprezível. |                                                                              |
| 26 | "O bichinho novo do Eugenio" "Snotty's New Pet"                              |
| pip é capturada pelo Eugenio, que planeja alimentá-lo à sua cobra de estimação (quem fala como ele). |                                                                              |
| 27 | "Buraco Doce de Casa" "Home Sweet Hole"                                      |
| O buraco de rato de Pip é destruído por Otis acidentalmente. Ele instala-se com os outros, mas ele não trabalhou. Depois de ouvir os outros que é impossível compartilhar uma casa com Pip, ele foge. O Otis e os seus amigos devem procurar ele e voltar atrás ao curral. |                                                                              |
| 28 | "A Mãe do Otis" "Otis' Mom"                                                  |
| Bessy pensa que ela é a mãe de Otis, e ela começa a ser com bossa para ele e tratá-lo como uma criança. Este episódio é dedicado a atrasado Lee Paulsen. |                                                                              |
| 29 | "Clube Otis" "Club Otis"                                                     |
| O Otis e Abby começam clubes sociais e competem por membros, que põe a fazenda no perigo quando Otis usa um vulcão como o seu último aparelho. |                                                                              |
| 30 | "As Crônicas de Barnia" "The Chronicles of Barnia"                           |
| O bando é pegado pelo Menino Ranhoso em um jogo "de Calabouços e Animais de Celeiro", levando-o a acreditar ele é na terra mítica de Barnia, e agora os animais devem arrancá-lo antes de que ele assuma o celeiro. |                                                                              |
| 31 | "Ídolo do celeiro" "Barnyard Idol"                                           |
| O Otis e o bando introduzem o Porco em uma competição de canto para ganhar o agricultor um trator de ouro. Mas quando senhora. Em forma de contas perde, ela deve comprovar fora que o Porco é um animal de curral de fala. |                                                                              |
| 32 | "assombração" "The Haunting"                                                 |
| O espírito espectral de um coelho possui o Porco depois que Otis constrói uma cabana de divertimento por cima de uma terra de enterro de estimação, e quer reformar o mundo. Referência Cultural: Quando Otis tenta adquirir-se o espírito fora do porco ele grita "o poder da torta compele-o!" Uma paródia do Exorcista. |                                                                              |
| 33 | "Coragem nas Tetas" "Brave Udders"                                           |
| O Otis assusta-se quando ele recebe uma carta do seu brigão de infância. Corrida de mordaça: há dois segmentos "de Perguntam doctor Porco" neste episódio apresentado pelo Porco, e em ambos os segmentos os fins de segmento com o brigão de infância de Otis atacam o Porco. |                                                                              |
| 34 | "Onze Otis e um segredo" "Otis' Eleven"                                      |
| O Otis perde o salão a Cabozes Malone, a cabeça do subterrâneo de Geômis, em um jogo de Fizbin. Mas depois de realizar Chubbs enganou, Otis desafia-o a um jogo justo. |                                                                              |
| 35 | "o amor do pedro" "Pecky Suave"                                              |
| O pedro toma um elixir para conseguir bastante coragem falar às senhoras, mas termina de desafiar um galo resistente a um duelo. |                                                                              |
| 36 | "Otis contra o pé grande" "Otis vs. Bigfoot"                                 |
| O pé grande é divisado nas madeiras, e Otis decide ir caçar para ele, mas Abby encontra-o e traz-lhe ao curral da sua proteção. Mas, senhora. Em forma de contas deve capturar fora pé grande e comprovar que ela não é louca. |                                                                              |
| 37 | "top boi" "Top Cow"                                                          |
| Otis se torna o novo ás da polverização de colheitas no condado. |                                                                              |
| 38 | "escola do otis" "School of Otis"                                            |
| O Otis deve assumir o ensino depois de prejudicar acidentalmente pedro, o professor de crianças. Quando ele realiza que as crianças aprendem coisas maçantes, ele ensina às crianças como puxar peças. Entretanto, enquanto Otis é o professor, o Duque fica o líder, portanto os animais tentam fugir do Duque ocultando no silo que as crianças fazem subir no ar. Agora, Otis deve usar a matemática para salvá-los do dano extremo.                                                    |                                                                              |
| 39 | "otis para prefeito" "Otis for Mayor"                                        |
| O Otis decide correr para o prefeito contra a senhora. Em forma de contas evitar deportação. Mas, a sua competição adquire-se o caminho também fora da mão. |                                                                              |
| 40 | "bobo e bobalhão" "Dummy and Dummier"                                        |
| Quando Freddy é deprimido por cima da sua falta do talento, Otis e o bando decidem fazê-lo tomar em cima da ventriloquia. Mas o manequim que eles fazem (sr. Jinx) cobra vida e tenta matá-los... |                                                                              |

## 2.ª Temporada: 2008 - 2010
| # | Título                                                                                 |
| --- | -------------------------------------------------------------------------------------- |
| 41 | "Namorando o implicante" " Some Like it Snotty"                                        |
| Otis diz a Abby que as meninas adquirem todas as vantagens que os meninos não adquirem, e ele então pretende comprová-lo vestindo como uma menina para ir jogar boliche com os seus colegas. Mas eles batem no Menino Ranhoso e os seus amigos, que os pressionam em seguir uma data de pizza. Depois de 2 datas, a Pessoa Desprezível é o seu cruel ordinário mesmo e quer ir constante com ele. Otis não pode suportar mais deste horror e a humilhação de ser um tipo vestido como uma menina, portanto ele decide estar ao Menino Ranhoso que ele se está movendo, mas a Pessoa Desprezível esqueceu de dizer a Otis que ele teve uma segunda amiga. Outra amiga ataca Otis e consegue os outros cabeça, revelando a cabeça de um cavalo. Então o cavalo arranca a peruca de Otis, revelando a sua identidade. Otis é embaraçado, a Pessoa Desprezível somente pensa que eles são feios, e rompe-se com eles. |                                                                                        |
| 42 | "Porco Louco" " Pig Amok"                                                              |
| Porco retorna à sua terra natal para se casar, mas depois percebe que sua noiva de é cruel e mimada,otis tenta impedir o casamento por com uma competição. |                                                                                        |
| 43 | "o boi do sol" "The Sun Cow "                                                          |
| Os novos vizinhos de Otis começam a pensar que ele é a reencarnação do "boi do Sol lendária". |                                                                                        |
| 44 | "o impostor" "Doggelganger "                                                           |
| Enquanto o tuco está no veterinário, um bobo danoso denominou Baxter anda furtivamente fora e vai ao celeiro enquanto disfarçado parecer como tuco. Depois quando os dois cães estão em conjunto os animais não pode distingui-los. Ironia Dramática: Embora os animais não possam dizer à diferença, você pode dizer obviamente a diferença. |                                                                                        |
| 45 | "Salvem as ostras" "Save the Clams "                                                   |
| O Otis toma em um ostra que Abby resgatou de um café próximo. Contudo, o ostras é um hóspede de casa grosseiro e exigente e, fazer matérias piores, ele reproduz muitas ostras de muitas festas. E eles não querem partir. Referência: em um ponto do episódio, um quartinho é aberto e milhares de ostras e Abby são postos para fora. Isto pode ser uma referência para a cena famosa da Demonstração de Dique de Van Dick onde Laura e milhares de nozes escorrem do quartinho na sua sala viva. |                                                                                        |
| 46 | "Aventuras em Sessão Ranhosa" "Adventures in Snotty Sitting "                          |
| Depois que Otis quebra o sistema valente vídeo clássico do agricultor, os animais têm de fazer algum dinheiro rápido para substitui-lo. Vendo um anúncio para pajear, eles vestem-se como amas-secas britânicas e destacam-se no endereço no anúncio. Só quando senhora. Em forma de contas atende à porta eles realizam que eles estão pajeando o Menino Ranhoso. Os animais têm de adquirir-se um pouco de terror alimentado, banhado e na cama antes de que os Beadys cheguem em casa. |                                                                                        |
| 47 | "Boi da cabana" " Cowdyshack"                                                          |
| O Otis usa o Maluco Louie – o groundskeeper louco em um curso de golfe de alta qualidade e ao que parece o seu amigo – para deixar ele e os animais pela porta traseira e jogar um círculo. Mas quando o tiro caprichoso de Porco acidentalmente bate em Louie no apêndice, um Otis atormentado pela culpa decide ganhar o grande torneio de golfe para adquirir-se um novo apêndice. O Otis e os outros têm de arrancar todas as paradas para bater no juiz arrogante que é o campeão que reina do clube. Observe: a conspiração desta história é muito semelhante à conspiração em Gilmore Feliz. |                                                                                        |
| 48 | "a balada do mike maluco" "Wild Mike's Dance Party "                                   |
| Quando Abby tem um clube de livro Otis quer ter um partido em vez disso. Portanto ele tira Mike Selvagem, Mike Selvagem acidentalmente dança da fazenda e termina de ser capturado pelos produtores "do Americano Barnstand". |                                                                                        |
| 49 | "Compradores,cuidado" "Buyers Beware"                                                  |
| Quando os animais vêem o agricultor levantar "uns Compradores Bem-vindos" sinal, eles assumem que ele está vendendo a fazenda e o voto para espantar todos os compradores potenciais. Mas resulta que "o Comprador" é o nome último do Agricultor, e ele está tendo uma reunião de família. Corrida de Mordaça / Freddy Reference:When Cultural bebe os resíduos atômicos ele adquire-se olhos de raio laser. Quando o Porco bebe os resíduos atômicos e se converte em um monstro verde gigantesco, (uma paródia do Casco de Navio), e quando o produtor do Curral bebe os resíduos atômicos ele começa a encolher-se. |                                                                                        |
| 50 | "Vaca Reporter" " Anchor Cow"                                                          |
| Quando Buford estava fazendo suas noticias ele fica esmagado cobrindo um todo corpo menos o braço de queijo gigantesco que Otis feis, os animais preenchem para ele nas notícias e resultam ser um enorme golpe. Observe: o Buford carrega uma semelhança forte tanto na aparência como o discurso ao atrasado locutor de rádio ou TV de beisebol Harry Caray. |                                                                                        |
| 51 | "Abby & Veronica" "Abby and Veronica "                                                 |
| Abby é excitada quando sua prima Veronica está vindo ao celeiro para uma visita, mas resulta que a Verônica virou de uma menina levada amável em uma granada explosiva manipulatória, inclinação na utilização dos amigos de Abby para adquirir o que ela quer. |                                                                                        |
| 52 | "Renove o meu celeiro" "Bling My Barn "                                                |
| Quando Otis acidentalmente dinamita o celeiro, eles audição de Bling O meu Celeiro, uma demonstração de melhora de casa que marca celeiros para merecer famílias (uma paródia de Makeover Extremo Edição de Casa) – e vitória o blinging graças ao Porco que veste como um bebê cor de rosa adorável. |                                                                                        |
| 53 | "Tetas do Oeste" "Udderado "                                                           |
| Os animais convertem o curral em um parque de tema do Oeste Selvagem para levantar o dinheiro de fiança do Agricultor (quem foi detido por causa de Otis) e decida alugar um ator para jogar o bandido. Mas em vez de um ator, um verdadeiro bandido mostra até a pilhagem a cidade. Observe: há um camafeu possível de Milhas neste episódio, como o mulo o amigo de cobra de Pip é visto montando em parece muito a ele. |                                                                                        |
| 54 | "porco cupido" "Cupig "                                                                |
| O porco escreve uma carta de amor ao seu regalo de doce favorito, Tortas Escamosas (paródia de Tortas de Estouro ou Pastel de Torradeira), mas Otis encontra-o e pensa que Abby lho escreveu. |                                                                                        |
| 55 | "Dia dos Animais Felizes" "Happy Animal Fun Time "                                     |
| Para sair indo a um "Brianna Texicanna" concerto com Abby assim ele e os seus amigos podem ir jogar boliche, Otis está e diz que ele tem de celebrar “Tempo de Divertimento dos Animais Feliz Day |                                                                                        |
| 56 | "Aniversário dos sonhos" " Dream Birthday"                                             |
| Os animais sentem-se mal para o Agricultor depois de ver que todo o mundo esqueceu o seu aniversário, portanto eles decidem lançá-lo uma festa e dizer-lhe ele é um sonho, mas o Agricultor é levado. Referência Cultural: é revelado que o Agricultor tem uma página de "MyFace", uma paródia de MySpace e Facebook. |                                                                                        |
| 57 | "me levem para o seu castor" "Lord of the Beavers "                                    |
| Quando Otis se prejudica, Pip assome temporariamente como líder do celeiro, e faz um emprego fantástico. Insultado, Otis decide ser líder onde ele precisou – com uma toca de castores. |                                                                                        |
| 58 | "união em perigo" "Endangered Liasons "                                                |
| quando o celeiro vai ser derrubado otis fala que tem ali e uma exposição de furões pintados, mas na verdade é Freddy pintado de tinta cinza. |                                                                                        |
| 59 | "mascotes" " Fumblebums"                                                               |
| otis sem querer cai o disfarce dele e todo o publico viu mas ele fala que e o novo mascotes dos jogadores,o nome da time de futebol que otis torce se chama "vacas",e otis acidentalmente machuca os jogadores e Os animais devem ser jogadores de futebol. |                                                                                        |
| 60 | "Pequeno Otis" "Little Otis "                                                          |
| Para sair da realização de pequenas tarefas, Otis decide ordenar que um clone dele fizesse o trabalho de grunhido para ele. |                                                                                        |
| 61 | "Meninos na Cidade" "Kids in the City "                                                |
| Quando a responsabilidade é empurrada sobre Otis para olhar as três crianças do curral, Joey o bezerro, Macy as ovelhas, e Boyle o pintinho, Otis perde-os para tomá-los em volta da grande cidade. |                                                                                        |
| 62 | "o implicante eo malvado" "Snotty & Snottier "                                         |
| Pessoa desprezível até mais primo obnóxio e mau, Bernard, está na cidade, e os animais têm de ajudar a Pessoa Desprezível se eles quiserem sobreviver à tirania de Bernard. |                                                                                        |
| 63 | "chamando dr.filly" "Paging Dr.Filly"                                                  |
| Quando a turma encontra Otis e Abby constante alegando má, que eles chamam famoso psicólogo Dr. Filly, que todos os truques em tomar todo o seu dinheiro. nota: este episódio foi exibido primeiro no brasil no dia 4 de dezembro,e no e.u.a foi exibido dia 15 de fevereiro. |                                                                                        |
| 64 | "Celeiros & Vassouras" "Barnyards and Broomsticks "                                    |
| Enquanto em uma viagem que acampa, Otis é assustado pela história de fogueira de Pip. |                                                                                        |
| 65 | "O Amigo do Celeiro" "The Barn Buddy "                                                 |
| Os animais compram um sistema de segurança de desconto. Hóspede que estrela Gilbert Gottfried como o sistema de segurança. Observe: Quando os fios de seda de sistema de segurança os dentes de Freddy, ele é uma referência para o seu antigo Regularmente caráter de vilão de OddParents, Flexor de Doutor. |                                                                                        |
| 66 | "Liberte Shmoozy" " Free Shmoozy"                                                      |
| Os animais liberam uma baleia de demonstração de um parque de água. |                                                                                        |
| 67 | "o melhor Inimigo do Homem" "Man's Best Fiend "                                        |
| Otis convence o agricultor de adquirir-se o Duque um companheiro de divertimento. |                                                                                        |
| 68 | "rei bezero" "King Cud "                                                               |
| O Otis é impressionado e vigílias acreditando que ele é o Rei Cudenhotep IV. |                                                                                        |
| 69 | "O Tesouro de Everett" "Everett's Treasure "                                           |
| Os animais encontram um velho cofre no celeiro que pertenceu ao antigo proprietário de Everett o Nebraska Schwartz. Referência Cultural: o Nebraska Schwartz é uma paródia da Indiana Jones. |                                                                                        |
| 70 | "Otis na chapa" "Iron Otis "                                                           |
| O Otis disfarça-se como um chefe de televisão para salvar pedro antes que ele seja cozinhado. |                                                                                        |
| 71 | "muito bom para ser pobre" " To Good to Be Glue"                                       |
| Os animais erradamente criam uma cola super e vendem. Referência cultural: Depois Que a pedro de garrafa de cola mantém explode, o seu bico é de outro lado da sua cabeça, semelhante ao Patolino. |                                                                                        |
| 72 | "sr. Wiggleplix" "Mr. Wiggleplix"                                                      |
| Otis acidentalmente mata amigo imaginário de porco, o Sr. Wiggleplix. |                                                                                        |
| 73 | "Gangue do presídio" "Chain Gang"                                                      |
| Otis e seus amigos são confundidos com ladrões de jóias. execução de mordaça: Freddy diz que ele tem que fazer Número 3 |                                                                                        |
| 74 | "segura betty" "Get Bessy"                                                             |
| Os animais ficam chateados com Betty depois ela é chama ele de bocôs, e eles começam a suspeitar que ela é um ladra de arte internacional. Aparição de "Weird Al" Yankovic. |                                                                                        |
| 75 | "um freddy Brilhante" "A Beautiful Freddy"                                             |
| Freddy é atingido por um raio e fica esperto. Os animais, em seguida, ele entra em um game show para ganhar um milhão de dólares com sua grande inteligência. |                                                                                        |
| 76 | "O Segredo dos Animais (Especial Halloween)" "Back at the BOOyard (Halloween Special)" |
| Os animais competem para adquirir-se a maior parte de bala de um concurso enquanto truque-ou-trato. Mas quando Otis rouba a bala da árvore de Hockeymask Bob, ele depois adquire-se a vingança. |                                                                                        |
| 77 | "Guerra no Fliperama" "Arcade of Doom"                                                 |
| Quando Otis vê uma nova marca ZBox 360 na cabine do prêmio, ele carrega a recolha dos animais, com 10.000 bilhetes para conquistá-lo para o celeiro. Tudo vai bem até imprestável menino e seus amigos mostrar-se e ajustam suas vistas sobre o ZBox mesmo! Referência cultural: The Arcade ir para os animais é chamado Donk E. Cheez, uma paródiade Chuck E. Cheese. Além disso, ZBox 360 é uma paródia do XBox 360. |                                                                                        |
| 78 | "Rodeiotis" "Rodeotis"                                                                 |
| Otis tenta virar um touro para Fazendeiro conquistar o coração da dona de um rodeio. Nota: este episódio foi exibido primeiro no Brasil e estreou junto com Guerra no Fliperama. |                                                                                        |
| 79 | "é uma vida Adoravel" "It's a Udderful Life"                                           |
| Quando Santa acidentalmente é dado um copo atado com Ferret Febre de Fred, Otis e seus amigos salvar o Natal, tomando seu lugar. execução de mordaça: Um anfitrião faz um canal de raiz, um pé de desbaste e um furúnculo no pescoço, mas é jogado fora do jogo depois de receber um embrulho tapete, mas porco é pego fazendo o que o anfitrião não nos dois primeiros, mas termina com um Carol versão axila do Deck The Halls, porque eles estavam fora de tapetes. Além disso, uma referência a uma história de Natal é feito em uma subtrama quando o implicante menino quer um Red Ryder BB Renideer Laser. |                                                                                        |
| 80 | "Robô Pedro" "Robo Peck"                                                               |
| As correções até uma quadrilha Pedro ferido e faz dele biônico, mas logo ele vai. |                                                                                        |
| 81 | "Amor de Estimação" "Puppy Love"                                                       |
| A irmã de Tuco, Stamps, fica no celeiro, e ela anuncia que é noiva do arquinimigo de Tuco, Baxter. |                                                                                        |
| 82–83 | "vackman: o Vingador de Teta" " Cowman: The Uddered Avenger"                           |
| Quando o Proprietário de Gado é destinado a tarefa de guardar o Núcleo de Grão Jurássico na feira de país, o Professor Mertin Fargleman (Tom Kenny) quer roubá-lo para ganhar o Prêmio de Jardinagem que se faz passar por Professor Twineyvines. Quando a cidade é impressionada com Twineyvines e não impressionada com o Proprietário de Gado que tenta salvar o Núcleo dele, Twineyvines fica o novo protetor. Imediatamente, Otis toma o núcleo para protegê-lo e é marcado um ladrão e logo perseguido por uma turba. Ele então decide parar Twineyvines quando Abby encontra Otis e Pepita dirigiu-se ao Peru e diz que Bicada, Porco, e Freddy foram raptados pela senhora. Em forma de contas, quem eles não conhecem corresponde a Twineyvines. Agora, Otis deve derrotar Fargleman, compensar o seu nome, e salvar o Núcleo de Grão Jurássico (transformado em um monstro gigantesco) de destruir a feira (embora a feira já fosse destruída). Referência Cultural: o Otis compõe a história que ele foi mordido por uma vaca de demônio e induzido com superpotências bovinas, uma paródia do Homem-aranha. |                                                                                        |

## 3.ª Temporada: 2010 - 2011
| # | Título                                                  |
| --- | ------------------------------------------------------- |
| 84 | "Clonestrados" "Clonedemonium"                          |
| Os clones de Otis e Abby chegam no celeiro e querem brincar, mas os animais reais querem descansar. Nota: este episódio estreou primeiro no Brasil. |                                                         |
| 85 | "Minha Mula Favorita" "Hickory Dickory Donkey"          |
| Pip conhece uma mula chamada Brunela, e os dois começam a sair, e Betty fica com ciúmes. Nota: este episódio estreou primeiro no Brasil. |                                                         |
| 86 | "Palhaçadas" "Clown and Out"                            |
| Os animais, sem querer, atropelam o pai do Menino Imprestável com um trator, então Otis vira o pai para ficar legal e fazer o Imprestável parar de atormentar os animais. Nota: este episódio estreou primeiro no Brasil. |                                                         |
| 87 | "O Clã dos Bois das Cavernas" "Clan of the Cave Cow"    |
| Jornalistas acham um Boi das Cavernas congelado, enquanto Otis perde o controle no snowboard. Então, sem querer trocam, os jornalistas pegam Otis e os animais o Boi das Cavernas. Mas dá tudo errado. O Boi se apaixona por Abby, enquanto Otis finge que é o Boi das Cavernas para ganhar comida. Nota: este episódio estreou primeiro no Brasil. |                                                         |
| 88 | "Dia de São Patrício" "Four Leaf Otis"                  |
| As batatas do Fazendeiros são roubadas por duendes. Otis e seus amigos querem as batatas de volta. Nota: este episódio estreou primeiro no Brasil. |                                                         |
| 89 | "Boi Policial" "Cop Cow"                                |
| Otis e seus amigos viram policiais. Nota: este episódio estreou primeiro no Brasil. |                                                         |
| 90 | "A Fera e Eu" "Plucky and Me"                           |
| Otis encontra um dinossauro. Mas por causa de Dona Nora, ele começa a ser caçado. Nota: este episódio estreou primeiro no Brasil. Nota 2: Quando o policial está atirando na Fera, é uma cena semelhante ao filme King Kong. |                                                         |
| 91 | "O Porco do Povo Toupeira" "Pig of the Mole People"     |
| Os toupeiras voltam querendo de novo o Porco como seu imperador. Nota: este episódio estreou primeiro no Brasil. |                                                         |
| 92 | "Nora e as Feras" "Beady and the Beasts"                |
| Dona Nora nos leva a residência no celeiro quando a mãe-de-vem visitar. |                                                         |
| 93 | "Um Peixe-Gato Chamado Eddie" "A Catfish called Eddie"  |
| Velho amigo de Otis, Eddie vem ao celeiro para uma visita, e Pip sente cheiro de peixe podre ... |                                                         |
| 94 | "Alienigenas!!!" "Aliens!!!"                            |
| TBA |                                                         |
| 95 | "Caça ao Tesouro" "Treasure Hunt"                       |
| TBA |                                                         |
| 96 | "Missão: Salvar Pé Grande" "Mission: Save Bigfoot"      |
| Pé Grande é atingido por uma avalanche e os animais vão salva-lo. Nota: este episódio estreou primeiro no Brasil. |                                                         |
| 97 | "Dona Nora saiu de Férias" "Mrs. Beady takes a Holiday" |
| Otis e Porco fazem um pegadinha com Dona Nora, e ela se muda temporariamente. Até um homem esquisito morar na casa dela, os animais tentam trazer Dona Nora de volta. Nota: este episódio estreou primeiro no Brasil. |                                                         |